# NGC 1671
NGC 1671 è una galassia lenticolare situata nella costellazione di Orione, a una distanza di circa 300 milioni di anni luce dalla nostra Via Lattea.

## Scoperta
La galassia è stata scoperta il 2 ottobre 1886 dall'astronomo statunitense Lewis Swift.

## Descrizione
Seligman ritiene dubitativa l'identificazione di NGC 1671 con IC 395, in quanto questo comporta uno scostamento di 43 arcosecondi rispetto alla posizione riportata da Swift all'atto della sua scoperta. Nella posizione indicata dallo scopritore non è presente alcun oggetto celeste, per cui NGC 1671 sarebbe da considerare un oggetto perduto o non esistente. Tuttavia la descrizione della galassia corrisponde perfettamente a quella di IC 395 e l'identificazione è ormai generalmente accettata da tutti i cataloghi astronomici.